# Marbach an der Donau
Marbach an der Donau je městys v Rakousku ve spolkové zemi Dolní Rakousy v okrese Melk. Žije zde přibližně 1 700 obyvatel.

## Geografie

### Geografická poloha
Marbach an der Donau se nachází ve spolkové zemi Dolní Rakousy v regionu Waldviertel. Rozloha území městyse činí 10,66 km², z nichž přibližně 42% pokrývá les.

### Části obce
Území městyse Marbach an der Donau zahrnuje 7 sídel:
- Auratsberg (včetně části Steinbach und Zinn)
- Friesenegg
- Granz
- Kracking
- Krummnußbaum an der Donauuferbahn (včetně části Steinwand)
- Marbach an der Donau (včetně části Hinterbrühl)
- Schaufel

### Sousední obce
- na severu: Münichreith-Laimbach, Maria Taferl
- na východě: Klein-Pöchlarn, Pöchlarn
- na jihu: Krummnußbaum
- na západě: Persenbeug-Gottsdorf, Hofamt Priel

## Kultura a památky

### Stavby
- Farní kostel sv. Martina v Marbachu
- Panský dům ("Herrenhaus")
- Radnice v Marbachu
- Budova školy v Marbachu

## Galerie

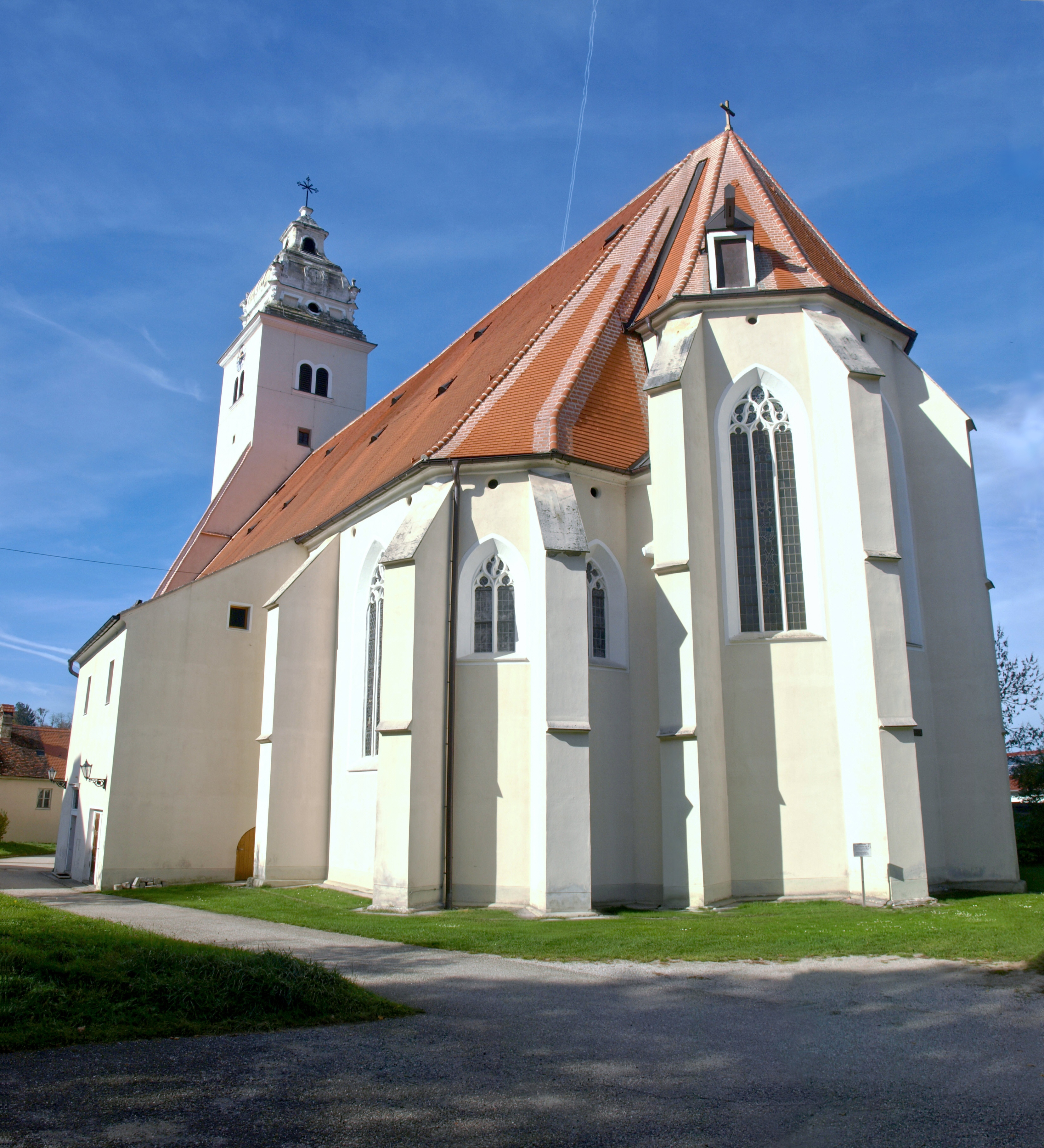
Farní kostel sv. Šimona a Judy
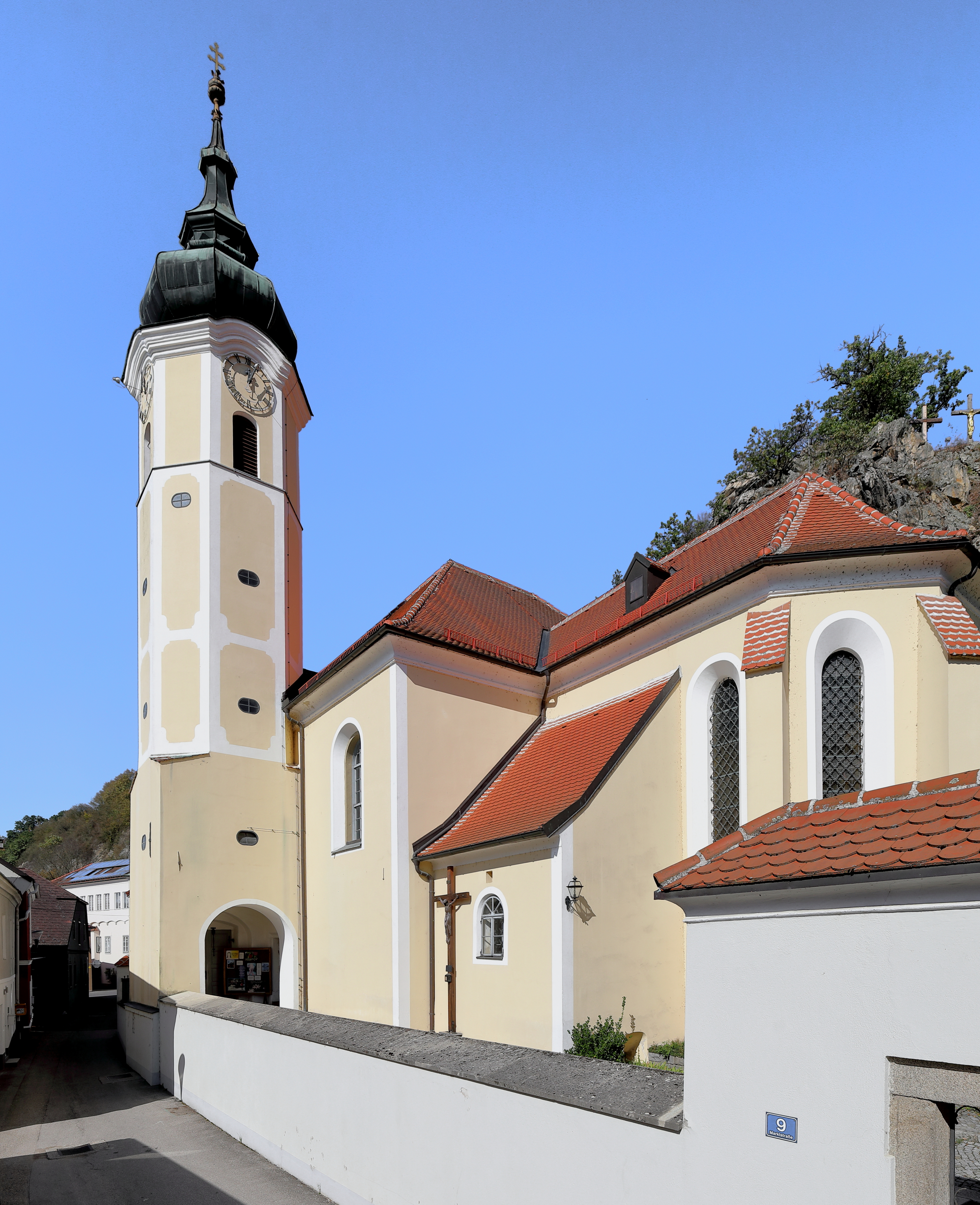
Farní kostel sv. Martina
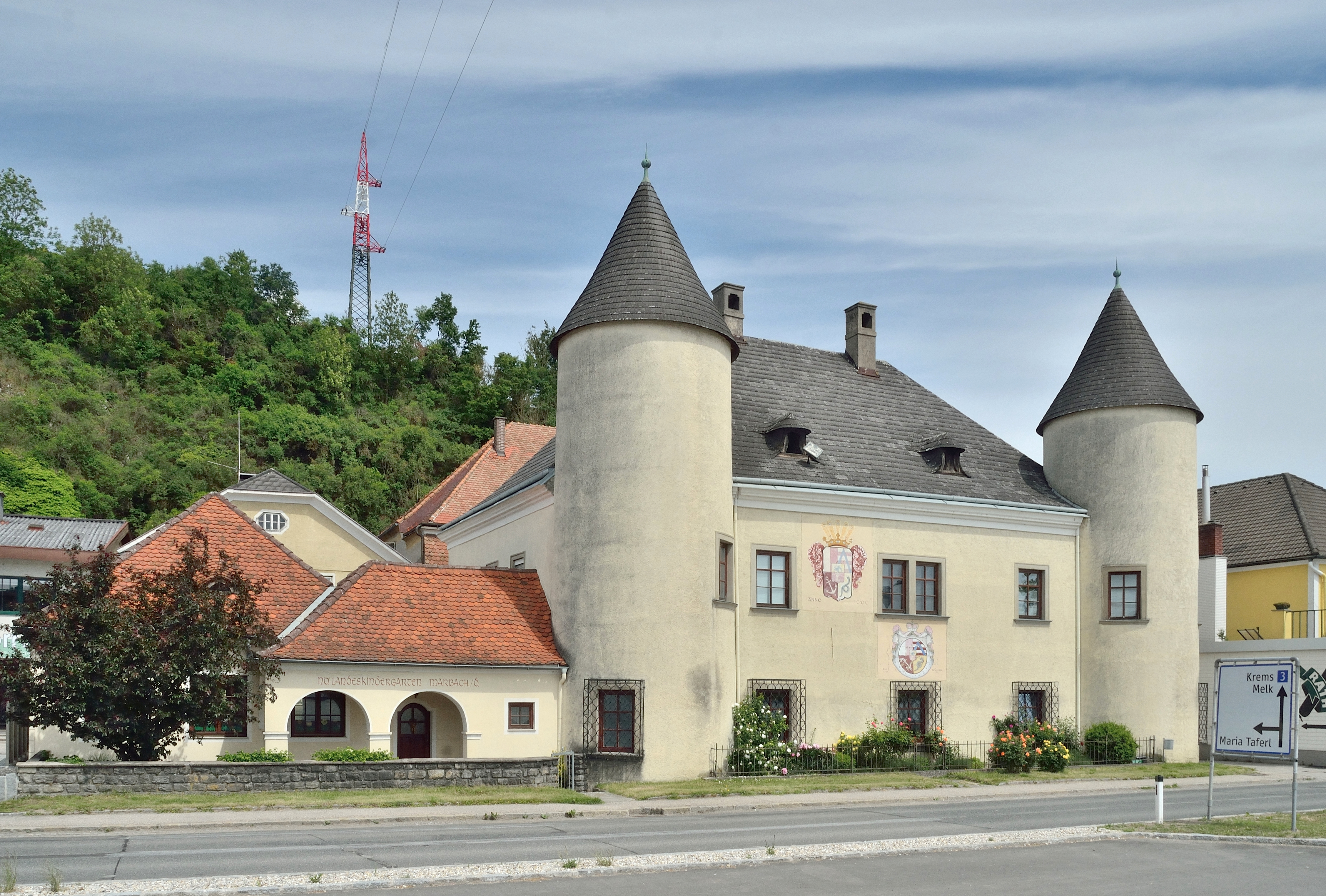
Panský dům
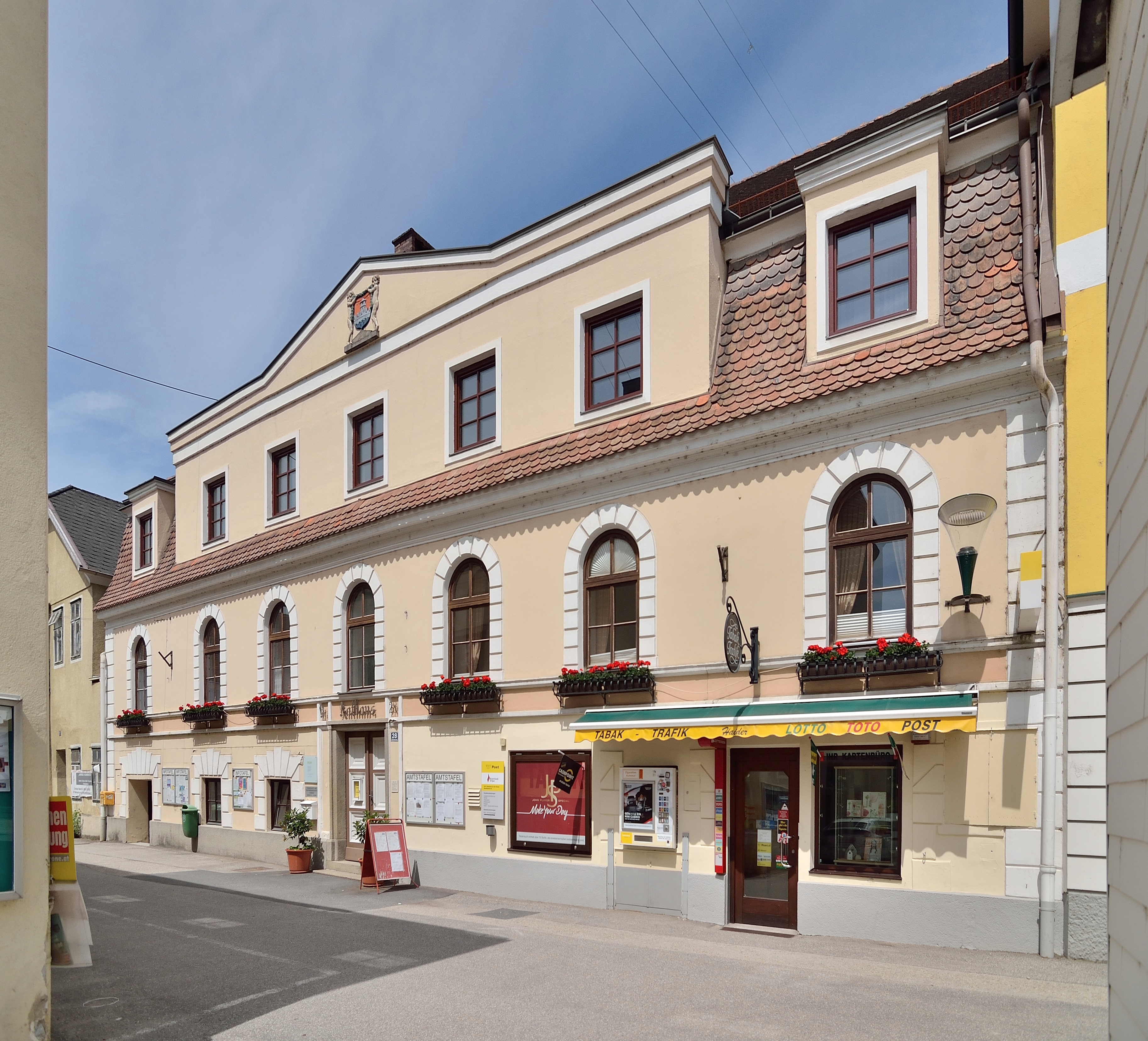
Radnice v Marbachu
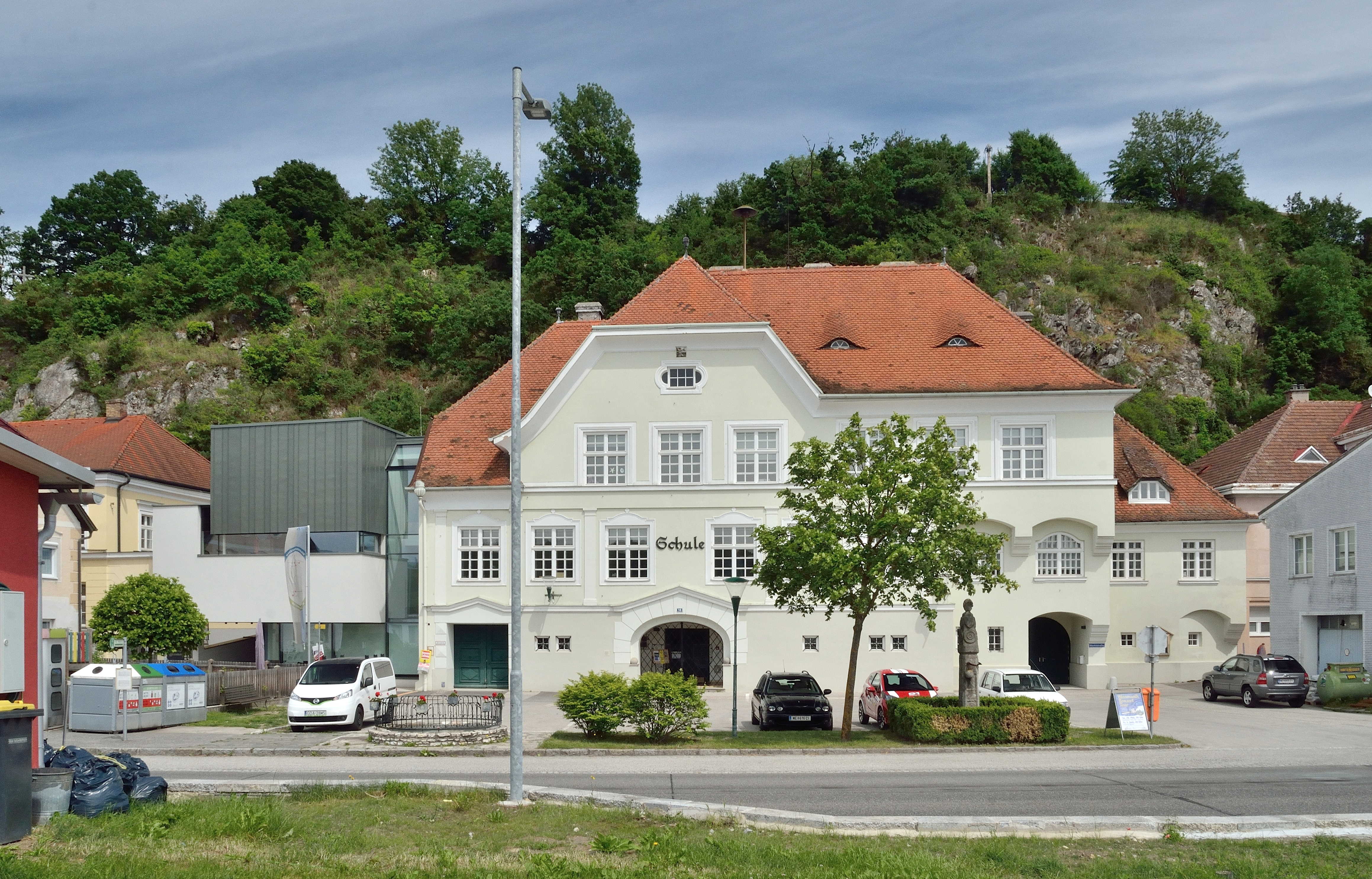
Budova školy v Marbachu